# Saint-Brice-sous-Forêt
Saint-Brice-sous-Forêt és un municipi francès, situat al departament de Val-d'Oise i a la regió de Illa de França. L'any 2007 tenia 13.914 habitants.
Forma part del cantó de Deuil-la-Barre, del districte de Sarcelles i de la Comunitat d'aglomeració Plaine Vallée.

## Demografia

### Població
El 2007 la població de fet de Saint-Brice-sous-Forêt era de 13.914 persones. Hi havia 4.873 famílies, de les quals 1.098 eren unipersonals (408 homes vivint sols i 690 dones vivint soles), 1.134 parelles sense fills, 2.046 parelles amb fills i 595 famílies monoparentals amb fills.
La població ha evolucionat segons el següent gràfic:
Habitants censats

### Habitatges
El 2007 hi havia 5.206 habitatges, 5.012 eren l'habitatge principal de la família, 26 eren segones residències i 168 estaven desocupats. 2.395 eren cases i 2.757 eren apartaments. Dels 5.012 habitatges principals, 3.286 estaven ocupats pels seus propietaris, 1.646 estaven llogats i ocupats pels llogaters i 81 estaven cedits a títol gratuït; 214 tenien una cambra, 544 en tenien dues, 1.076 en tenien tres, 1.734 en tenien quatre i 1.444 en tenien cinc o més. 3.815 habitatges disposaven pel capbaix d'una plaça de pàrquing. A 2.626 habitatges hi havia un automòbil i a 1.751 n'hi havia dos o més.

### Piràmide de població
La piràmide de població per edats i sexe el 2009 era:
| Homes | Edats   | Dones |
| ----- | ------- | ----- |
| 0     | 95 o +  | 16    |
| 8     | 90 a 94 | 20    |
| 12    | 85 a 89 | 52    |
| 40    | 80 a 84 | 56    |
| 44    | 75 a 79 | 120   |
| 132   | 70 a 74 | 144   |
| 184   | 65 a 69 | 176   |
| 200   | 60 a 64 | 224   |
| 232   | 55 a 59 | 212   |
| 432   | 50 a 54 | 484   |
| 488   | 45 a 49 | 508   |
| 560   | 40 a 44 | 568   |
| 392   | 35 a 39 | 484   |
| 528   | 30 a 34 | 580   |
| 468   | 25 a 29 | 512   |
| 368   | 20 a 24 | 464   |
| 500   | 15 a 19 | 472   |
| 436   | 10 a 14 | 432   |
| 548   | 5 a 9   | 496   |
| 480   | 0 a 4   | 444   |

## Economia
El 2007 la població en edat de treballar era de 9.422 persones, 7.304 eren actives i 2.118 eren inactives. De les 7.304 persones actives 6.613 estaven ocupades (3.417 homes i 3.196 dones) i 690 estaven aturades (319 homes i 371 dones). De les 2.118 persones inactives 462 estaven jubilades, 1.069 estaven estudiant i 587 estaven classificades com a «altres inactius».

### Ingressos
El 2009 a Saint-Brice-sous-Forêt hi havia 5.070 unitats fiscals que integraven 14.241 persones, la mediana anual d'ingressos fiscals per persona era de 21.364 €.

### Activitats econòmiques
Dels 594 establiments que hi havia el 2007, 1 era d'una empresa extractiva, 9 d'empreses alimentàries, 2 d'empreses de fabricació de material elèctric, 19 d'empreses de fabricació d'altres productes industrials, 59 d'empreses de construcció, 217 d'empreses de comerç i reparació d'automòbils, 35 d'empreses de transport, 40 d'empreses d'hostatgeria i restauració, 17 d'empreses d'informació i comunicació, 17 d'empreses financeres, 18 d'empreses immobiliàries, 71 d'empreses de serveis, 54 d'entitats de l'administració pública i 35 d'empreses classificades com a «altres activitats de serveis».
Dels 134 establiments de servei als particulars que hi havia el 2009, 1 era una oficina de correu, 3 oficines bancàries, 1 funerària, 12 tallers de reparació d'automòbils i de material agrícola, 3 tallers d'inspecció tècnica de vehicles, 4 autoescoles, 7 paletes, 10 guixaires pintors, 8 fusteries, 10 lampisteries, 7 electricistes, 7 empreses de construcció, 13 perruqueries, 3 veterinaris, 34 restaurants, 6 agències immobiliàries, 1 tintoreria i 4 salons de bellesa.
Dels 78 establiments comercials que hi havia el 2009, 1 era, 2 supermercats, 2 grans superfícies de material de bricolatge, 5 botiges de menys de 120 m², 8 fleques, 3 carnisseries, 1 una carnisseria, 3 llibreries, 24 botigues de roba, 2 botigues d'equipament de la llar, 8 sabateries, 3 botigues d'electrodomèstics, 3 botigues de mobles, 2 botigues de material esportiu, 1 una botiga de material esportiu, 2 drogueries, 1 un drogueria, 4 joieries i 3 floristeries.

## Equipaments sanitaris i escolars
El 2009 hi havia 1 hospital de tractaments de mitja durada (seguiment i rehabilitació) i 4 farmàcies.
El 2009 hi havia 4 escoles maternals i 4 escoles elementals. A Saint-Brice-sous-Forêt hi havia 1 col·legi d'educació secundària i 1 liceu d'ensenyament general. Als col·legis d'educació secundària hi havia 556 alumnes i als liceus d'ensenyament general 20.

## Poblacions més properes
El següent diagrama mostra les poblacions més properes.